# Lifes Rich Pageant
Lifes Rich Pageant — четвертий студійний альбом американського альтернативного рок-гурту R.E.M., виданий в 1986 році. Завдяки цьому диску гурт здобув фанатів за межами кола любителів коледж-року. На той момент, це був найбільш комерційно успішний запис R.E.M. в Сполучених Штатах, він досяг 21 рядку в чарті Billboard і отримав їх перший «золотий диск». У Великій Британії успіх альбому був скромніший, він піднявся на 43 рядок місцевого хіт-параду.

## Учасники запису
R.E.M.
- Майкл Стайп — вокал
- Пітер Бак — гітара
- Майк Міллз — бас-гітара и бек-вокал, лід.вокал на «Superman»
- Білл Беррі — ударні і бек-вокал

Технічний персонал
- Джим Дайнін — звукорежисер
- Грегг Едвард — мікшування на студії Can-Am Recorders, Лос-Анджелес
- Рік Фетіг — звукорежисер
- Дон Гехман — продюсування, мікшування
- Майк Хогарт — звукорежисер
- Стен Катаяма — звукорежисер
- Боб Людвіг — мастерінг на студії Masterdisc, Нью-Йорк
- Сандра Лі Фіппс — фотографії
- Хуаніта Роджерс — картина на задній обкладинці
- Р.О. Скареллі — упаковка
- Б. Слей — ілюстрації
- M. Берд — ілюстрації